# Англосаксонская архитектура

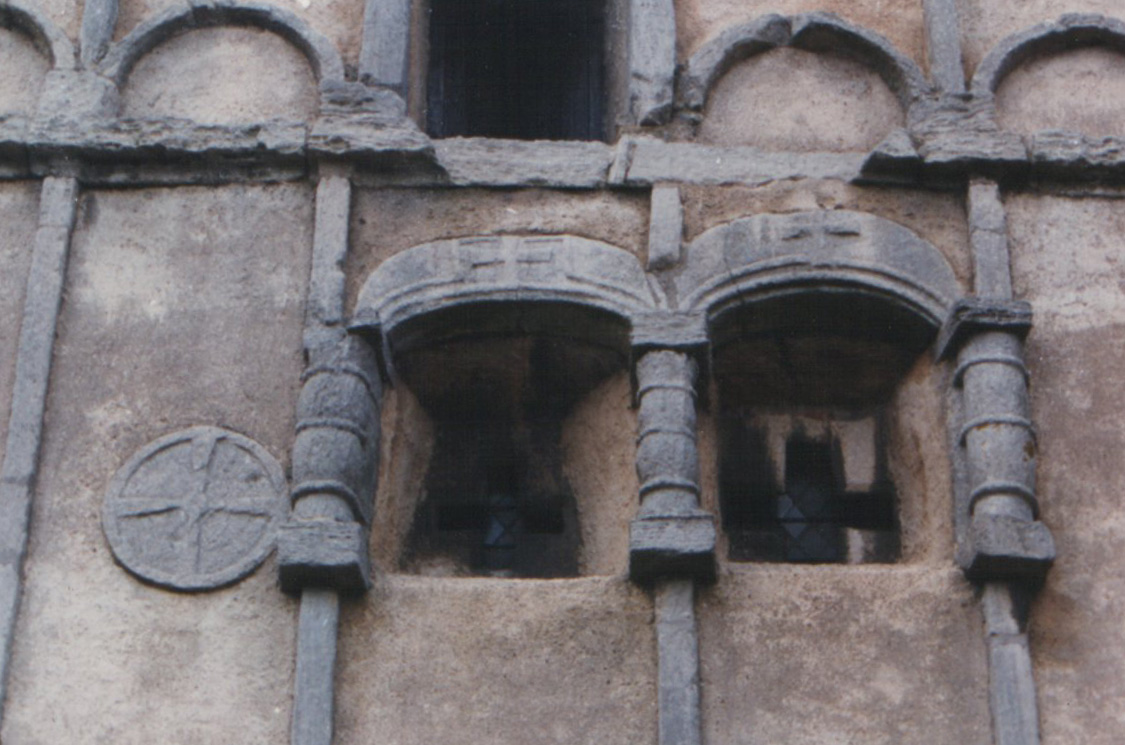
Англосаксонская резьба по камню (церковь Всех Святых в Эрлс-Бартоне, Нортгемптоншир)

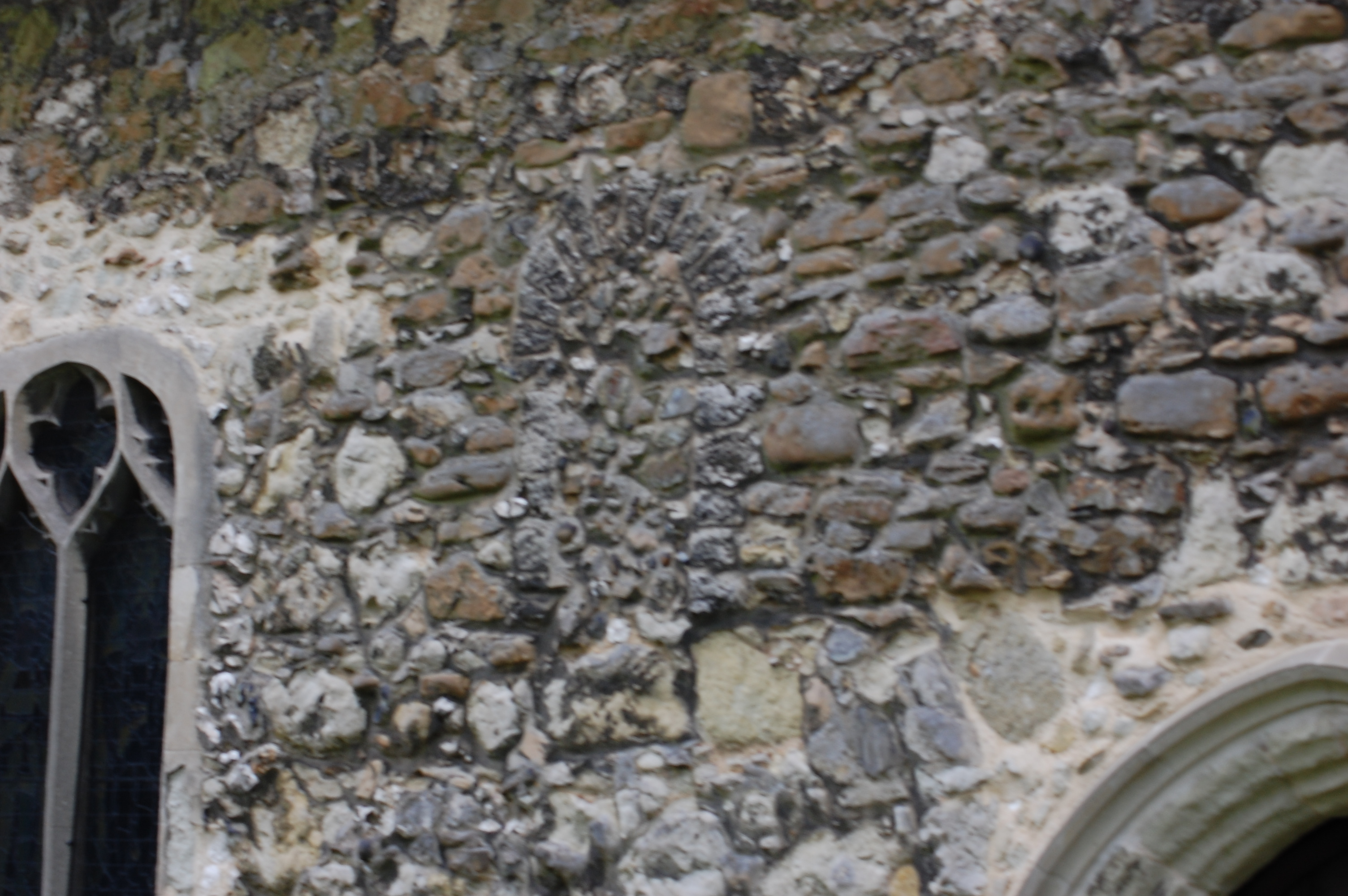
Заложенное англосаксонское окно (церковь св. Михаила в Фоббинге, Эссекс)

Англосаксонская архитектура — стиль архитектуры Англии и, частично, Уэльса, ограниченный хронологически серединой V века и нормандским завоеванием в 1066 году.
Гражданская англосаксонская архитектура была несложной, постройки были, преимущественно, деревянные под соломенными крышами. Ни одна из них не сохранилась, имеются только археологические находки. Церковная архитектура этого периода сохранилась значительно лучше и представлена многочисленными образцами: по крайней мере пятьдесят церквей имеют хорошо сохранившиеся оригинальные черты, и значительно большее число памятников претендуют на древнее происхождение, хотя собственно англосаксонская часть бывает невелика и сильно переделана позднее. В зданиях, подвергнувшихся перестройкам, бывает трудно различить части до и после завоевания.
Типично англосаксонскими являются церкви с круглыми башнями, которые из битого камня неправильной формы строить проще, чем многоугольные, а также церкви-башни, в которых неф целиком помещается в нижнем ярусе. Единственная сохранившаяся (частично) деревянная пре-нормандская церковь расположена в Гринстеде, остальные англосаксонские церкви каменные и кирпичные, нередко из материалов, взятых на развалинах римских построек.
В ранний период англосаксонская архитектура испытала влияние как кельтского зодчества, так и архитектуры раннехристианских базилик. Поздний англосаксонский стиль характеризуется пилястрами, глухими аркадами, колонками в виде точёных балюстрадных столбиков, и проёмами с треугольным завершением. В последние десятилетия эпохи с континента проникает романская архитектура нормандского извода, как, например, пристройки к Вестминстерскому аббатству, сделанные после 1050 года. Историки архитектуры начинают сомневаться в том, что появление романской архитектуры в Великобритании было совершенно внезапным и полностью совпадало с завоеванием. Также имеется тенденция считать ошибкой употребление термина «англосаксонский» через несколько веков после переселения англов и саксов на Британские острова.
Англы и саксы избегали римских поселений, городки строили близ своих центров земледелия, переправ и портов.

## Жилые дома и гражданские здания

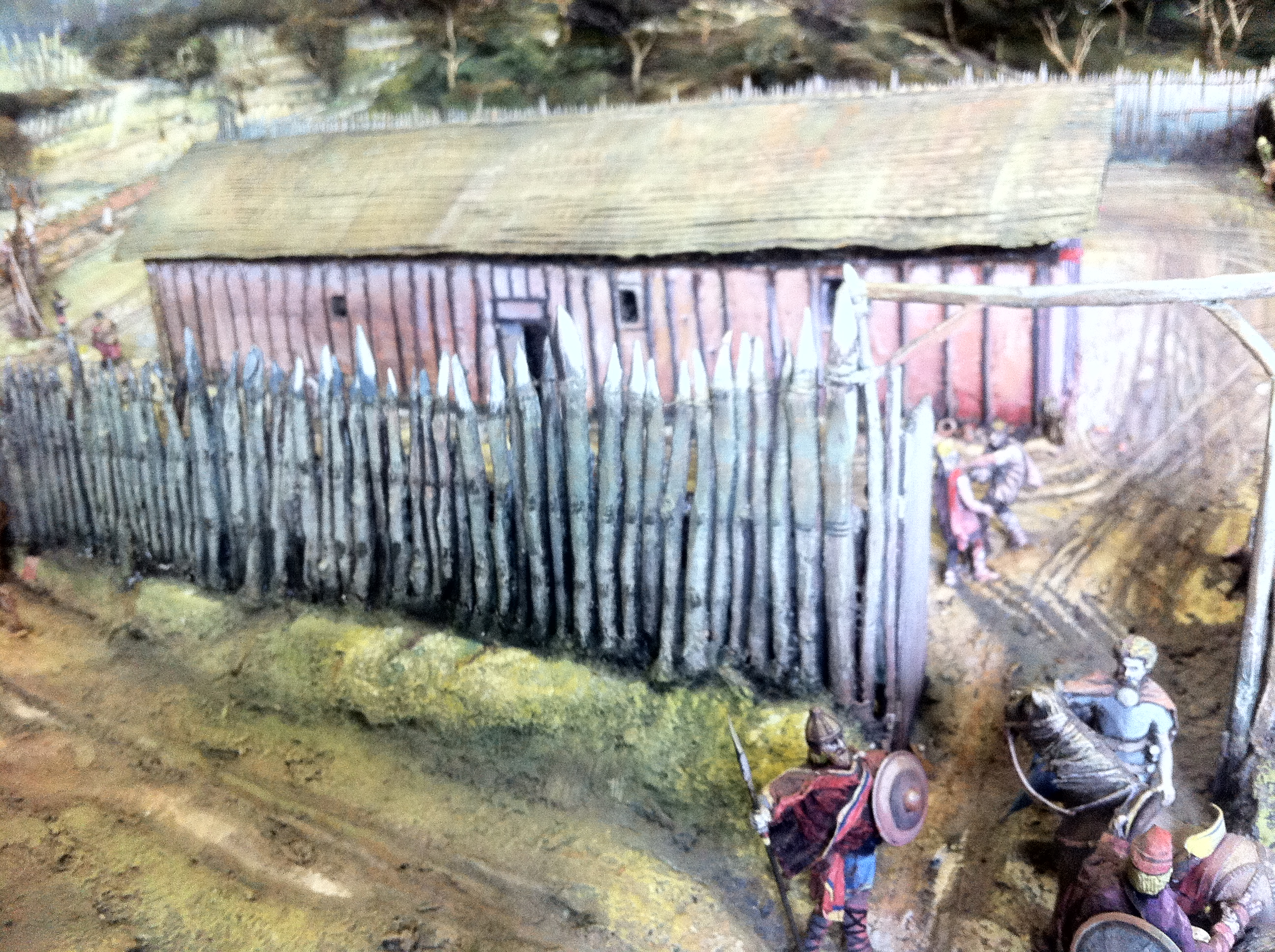
Реконструкция королевского дворца в Чеддере по состоянию на 1000 год

Среди сотен раскопанных археологами поселений англосаксонской эпохи лишь в десяти найдены остатки каменных жилых зданий. Англосаксонские гражданские постройки были, главным образом, прямоугольными в плане деревянными постройками столбчато-балочной конструкции, покрытыми соломой, столбы забивались непосредственно в землю. Старое «естественное» объяснение этому — примитивность культуры Тёмных веков, но позднее было показано, что выбор материалов и технологий был социально обусловлен. Ле Гофф предполагает, что культура англов и саксов в принципе была культурой дерева, судя по тому, как умело и тщательно они изготовляли все свои деревянные изделия от посуды до королевских залов, и судя по тому, какое внимание уделено деревьям в топонимике, литературе и религии. Привнесённое римлянами каменное строительство осталось в Англии удивительной и исключительной практикой. Уход римлян в V веке знаменуется возвращением к дереву, которое не может быть объяснено из чисто технологических соображений. Формы англосаксонской архитектуры напрямую проистекают из традиции деревянного строительства. Дерево — «естественный стройматериал эпохи», и от др.-англ. timbe — «строить, постройка» происходит англ. timber — «дерево (как стройматериал)». В отличие от Каролингов, и поздние англосаксонские короли строили деревянные залы, несмотря на то, что обладали достаточными ресурсами, чтобы строить из камня. Вероятно, это предпочтение было связано с германской самоидентификацией англосаксонской знати.
Хотя источников чрезвычайно мало, методы строительства могут быть воссозданы по континентальным аналогам. Основной постройкой в сельской местности была полуземлянка, хотя не так давно Helena Hamerow подвергла это сомнению. Образцы раскопаны в Макинге (Эссекс). Там же обнаружены и более крупные ранние здания до 50 футов (15 м) в длину и 25 футов (7,6 м) в ширину с двумя входами посередине длинных сторон.
Даже знать жила в простых домах с единственным помещением и очагом, топившимся по-чёрному, с дымоходом в виде дыры в крыше. Здания обычно квадратные и продолговатые, редко круглые. Пол заглубляли несильно, над ним устраивали дощатый настил, под который набивали солому для теплоизоляции. В городах встречается полноценный подвал до 9 футов (2,7 м) глубиной, в котором, возможно, располагались кладовые или рабочие помещения. Постройки были каркасные, столбчато-балочные, столбы вгонялись непосредственно в землю, стены заполнялись глиной с соломой, иногда досками. Кровельные материалы — чаще всего солома, но встречались и дёрн, и дранка.
Наиболее впечатляющая археологическая находка — королевский дворец в Еверине (Нортумбрия), который исследовал Hope-Taylor в 1977 году. Там найден комплекс из аксиально выстроенных деревянных помещений. Блэр продемонстрировал, что с самого начала VII века по конец IX даже поселения знати археологически неразличимы. С середины X века возникает особая архитектурная форма «Длинного дома» для знати, состоящего из зала и жилых помещений и представляющего символы статуса и власти.
В IX—X веках для отражения нападений викингов в городах строят укрепления (бурги), которые не сохранились. Датировка Башни Англов в Йорке VII веком вызывает споры. Недавние исследования показывают, что частью укреплений западных ворот англосаксонского бурга Оксфорда может быть нынешняя башня святого Георга, позднее вошедшая в нормандский Оксфордский замок.
Целостное представление об англосаксонском поселении можно составить по реконструкции в Вест-Стоу (Суффолк) и иллюстрациям в средневековых манускриптах.

## Церковная архитектура

### Контекст

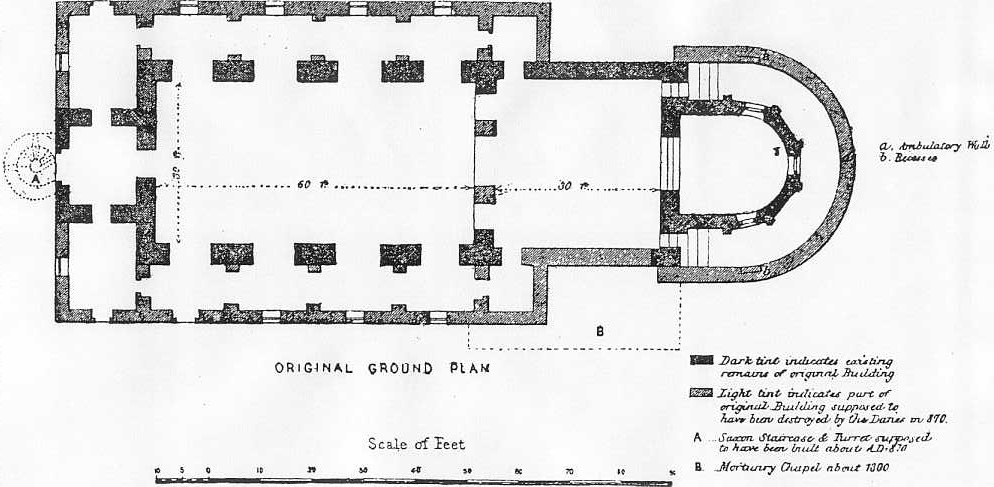
Первоначальный план церкви Всех Святых в Бриксуорте, Нортгемптоншир (реконструкция)

Согласно Беде, упразднение римской провинции Британия в начале V века привело к переселению на острова германцев, в том числе англов и саксов. У них были собственные религиозные представления, но христианство уже распространялось в этой части Европы. Романо-британец святой Патрик крестил Ирландию, ирландцами христианство было занесено в западную Шотландию и заново — в Нортумбрию. С Ирландией были связаны и христианские общины Уэльса и Думнонии. Со святым Пираном связаны первые христианские религиозные постройки на острове Великобритания, возникшие под влиянием построек коптских монахов-отшельников. Постройки этого типа, прямоугольные, сложенные насухо из камня, с напускными перекрытиями и перемычками над проёмами можно увидеть в Галларусе, Дингле и Каслгрегори.
Ещё ранее, в 597 году, на юг Англии к англосаксам прибыл из Рима святой Августин, который основал первую епархию и бенедиктинский монастырь в Кентербери. Южные церкви состояли из одного зала с боковыми помещениями. В 635 году кельтский святой Айдан основал в Нортумбрии на острове Линдисфарн монастырь и миссию. В 664 году синод в Уитби (Йоркшир) рассмотрел противоречия между кельтским и римским обрядом, разрешив их, главным образом, в пользу Рима. Крупные церкви стали строить в форме базилики, как, например, церкви в Бриксуорте и Рекулвере.
Романо-британцы в Уэльсе, Думнонии и Камбрии были до некоторой степени свободны от англосаксонского влияния, что видно из языка, литургической и строительной традиций, имеющих больше общего с Ирландией и Бретанью. Они нередко объединялись с викингами. Постепенно Англия захватывала их, но в западных и юго-западных областях до VIII века характерны круглые, а не прямоугольные постройки, часто каменные, характерны кельтские кресты, почитание священных источников, использование поселений Железного века и римских фортов. И после VIII века это можно обнаружить в независимом Уэльсе и таких городах как Карлеон и Кармартен.
Вторжения «датчан», то есть викингов, знаменуют гибель многих англосаксонских построек, в том числе в 793 году разорён Линдисфарн. Угроза вторжений оставила отпечаток на архитектуре новых и восстановленных зданий. При Альфреде Великом (871—899) и позже англосаксонские бурги укрепляются, и остатки оборонительных валов и рвов видны до сих пор. Хорошим образцом укреплённого англосаксонского города является Оксфорд, где сохранилась башня св. Михаила XI века близ Северных ворот. Для поздней англосаксонской архитектуры характерны башни вместо нартексов и западных крылец.

### VII век
В отличие от гражданских построек, в церквях камень использовался с самого начала, хотя, разумеется, известны и деревянные церкви. Беда пишет прямо, что каменное строительство велось «манерой римской» (лат. morem Romanorum), в противоположность деревянному строительству англосаксов. Он полагает, что в Кентербери первый собор св. Августина был отремонтированной римской постройкой, потому что считает христианство наследием древнего Рима. Установлено, однако, что церковь была новой, только из римских стройматериалов.
Самая ранняя сохранившаяся англосаксонская архитектура восходит к VII веку, начало её положено Августином Кентерберийским в 597 году. В Кентербери он, вероятно, привёз строителей из Франкской Галлии. Наиболее ранние памятники в Кенте — Кентерберийский собор с аббатством св. Августина, Минстер на острове Шеппи (ок. 664) и аббатство св. Марии в Рекулвере (669), в Эссексе — часовня св. Петра-на-Стене. В единственном нефе располагался алтарь, позади него за аркой, как правило, трёхпролётной, — полукруглая в плане абсида для клириков. Ни одной абсиды не сохранилось, они восстанавливаются по раскопкам фундаментов. По сторонам абсиды и восточной оконечности нефа были помещения ризниц, вдоль нефа строились портикусы. Исключением из этих правил является Старый Минстер в Уинчестере.
В Нортумбрии основанные ирландскими миссионерами ранние церкви строились из дерева, каменные появляются в конце VII века в Рипоне, Хексеме и Монкуирмут-Джарроу. Северные церкви VII века отличаются большей длиной, они более узкие и заканчиваются прямой абсидой, а не полуциркульной. Нефы иногда обрамлены портикусами. Постройки св. Вильфрида отличаются красивыми криптами. Лучше всего из ранних нортумбрийских церквей сохранилась церковь в Эскомбе.

#### Памятники
- церковь Всех Святых в Бриксуорте (Нортгемптоншир);
- церковь св. Мартина в Кентербери (неф VII в., возможно, ещё более древние части);
- Старый Минстер в Уинчестере (648, в XI в. разобран до фундамента, фундамент раскапывался);
- часовня св. Петра-на-Стене[англ.] (Эссекс, ок. 654, построена на месте римского форта с использованием римских стройматериалов[18]);
- церковь св. Марии в Рекулвере (669, построена на месте римского форта с использованием римских стройматериалов, англосаксонская часть разобрана в 1809 году);
- крипта Рипонского собора (ок. 670);
- крипта Хексемского аббатства[англ.] (674);
- аббатство Монкуирмут-Джарроу (ок. 675);
- Церковь в Эскомбе (Дарем, ок. 680).

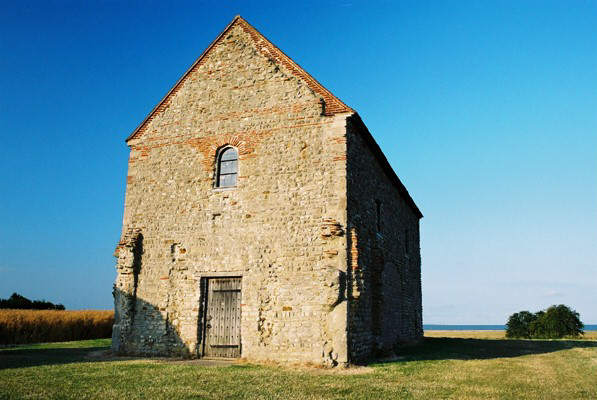
Часовня св. Петра-на-Стене
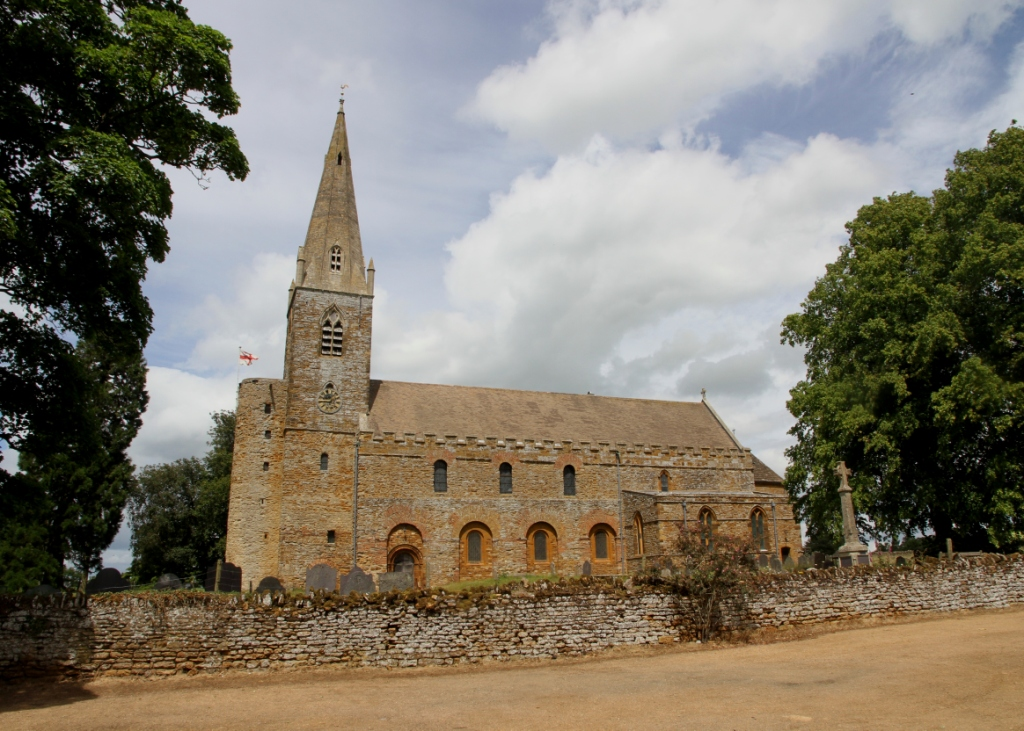
Церковь Всех Святых в Бриксуорте
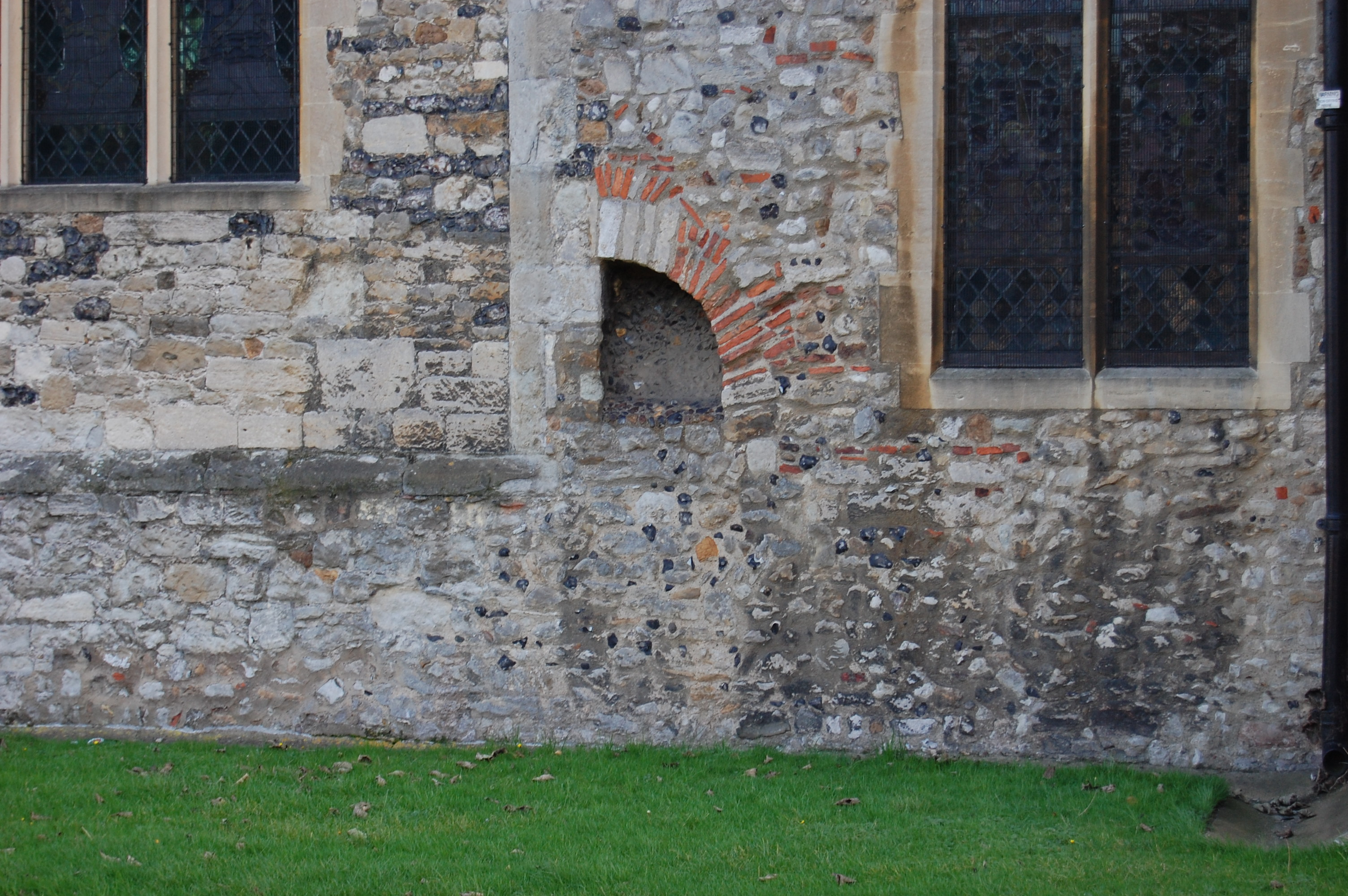
Арка VII в. в Притлуэлской церкви (Эссекс)
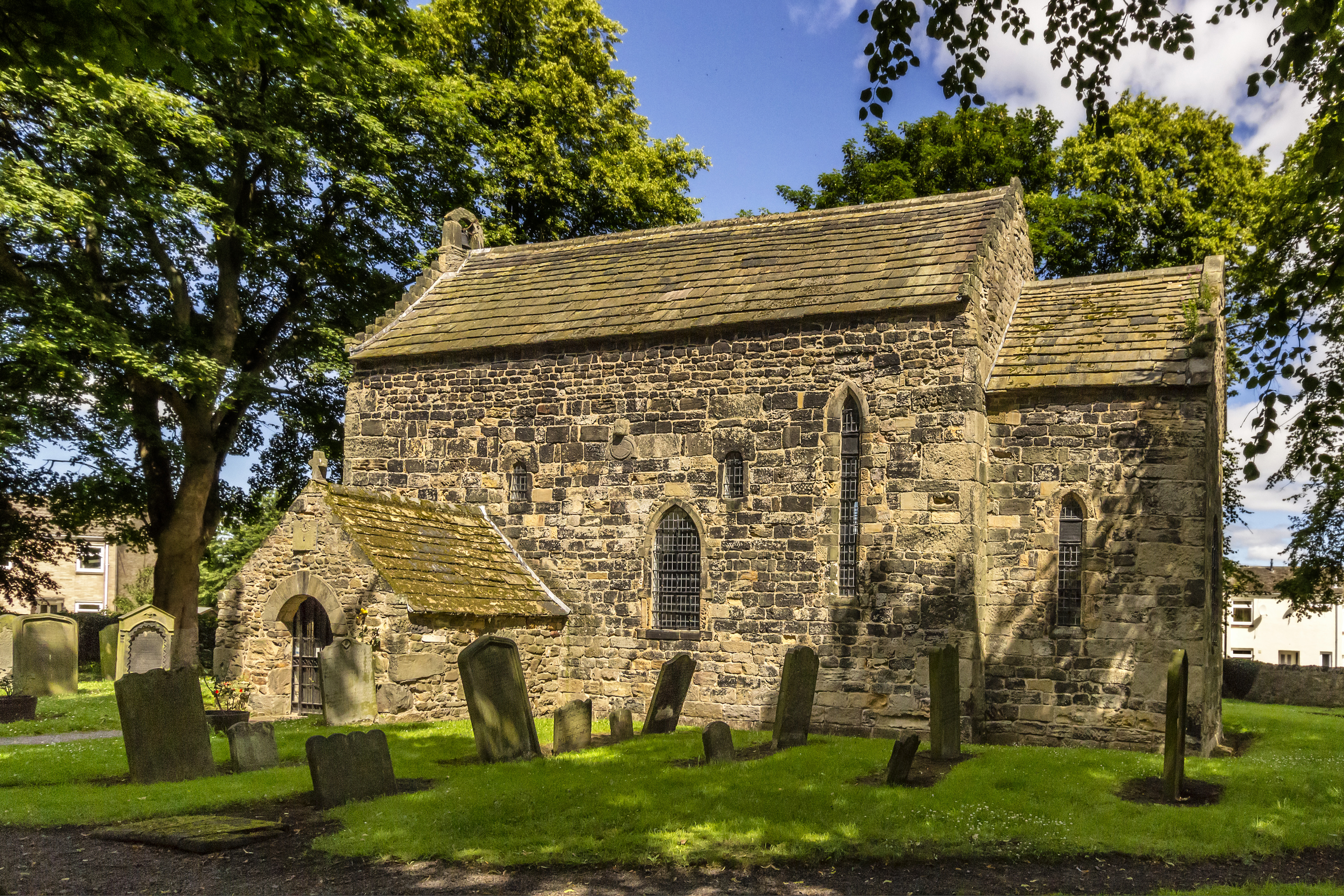
Церковь в Эскомбе

### VIII—X века
Эпоха регулярных набегов викингов оставила немного архитектурных памятников. Развитие архитектуры происходило под влиянием с континента, где шло Каролингское Возрождение, в архитектуре выразившееся в стремлении вернуться к римским образцам.

#### Памятники
- крипта (ок. 750) и часть стен (IX в.) церкви св. Вигстана в Рептоне[англ.];
- церковь св. Марии в Дирхёрсте[англ.] (Глостершир, ок. 930);
- церковь Всех Святых в Эрлс-Бартоне[англ.] (Нортгемптоншир, кон. X в.);
- башня церкви св. Елены в Скипвите (Северный Йоркшир, ок. 960);
- башня (ок. 970) и баптистерий (возможно, IX в.) церкви святого Петра в Бартон-на-Хамбере[англ.] (Северный Линкольншир);
- церковь святого Лаврентия в Брадфорде-на-Эйвоне[англ.] (Уилтшир, X—XI вв).

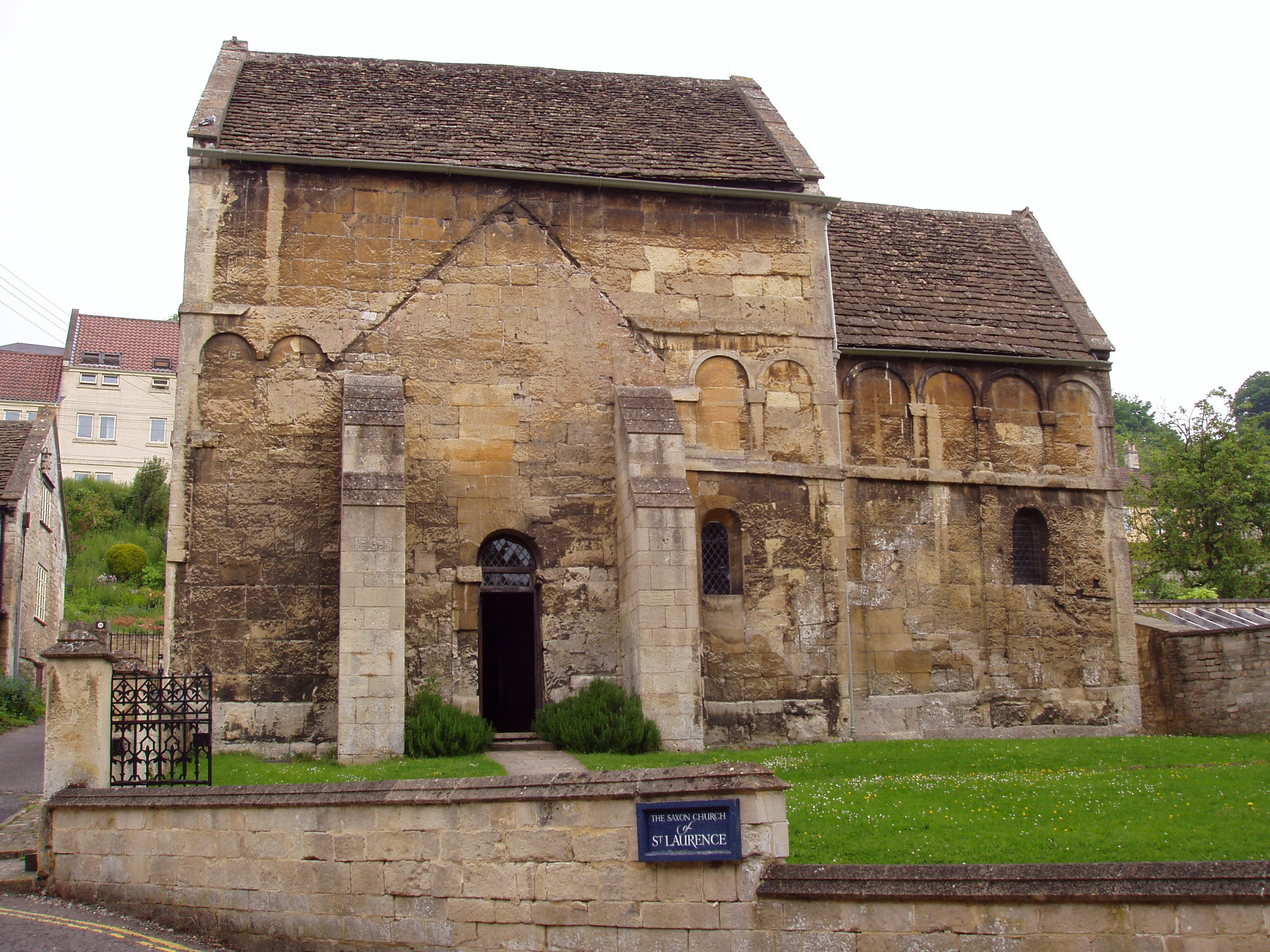
Церковь св. Лаврентия в Брадфорде-на-Эйвоне, вид с юга
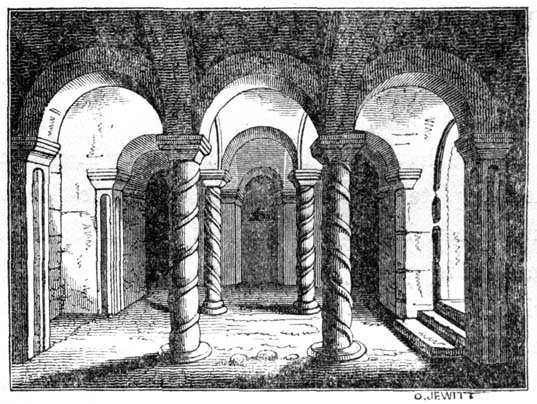
Крипта в Рептоне, гравюра, XIX в.
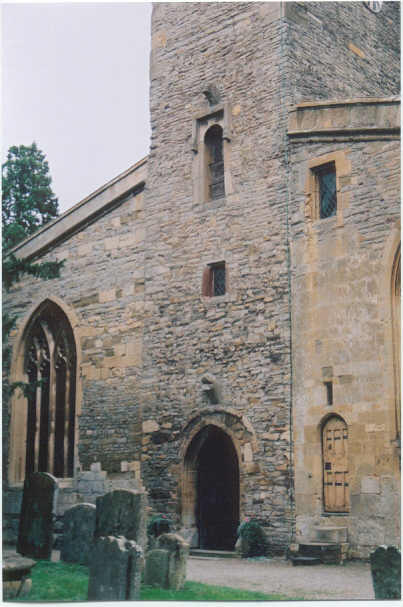
Башня церкви св. Марии в Дирхёрсте
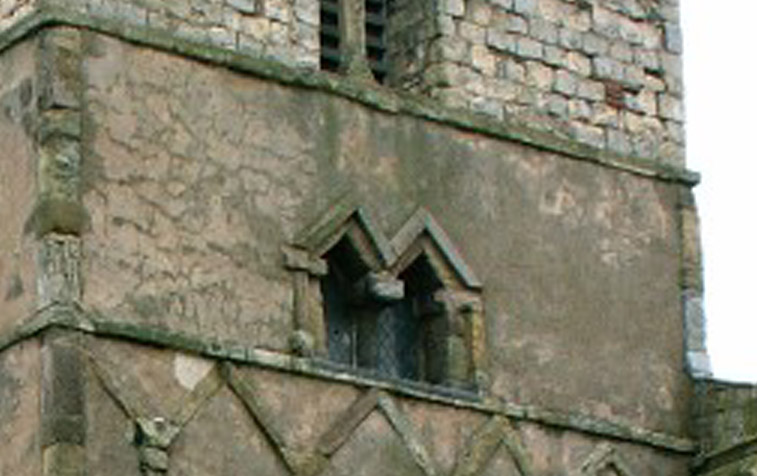
Окна башни церкви св. Петра в Бартоне-на-Хамбере

### XI век
В XI веке в Британии появляется сформировавшийся на континенте романский стиль. Несколько десятилетий перед нормандским завоеванием были временем процветания английской элиты, которая активно строила церкви (как, например, Леди Годива). В это время построены многие соборы и Вестминстерское аббатство, хотя большинство из них вскоре после 1066 года были перестроены. Вестминстерское аббатство строили нормандские каменщики, вероятно, по приглашению епископа Лондонского и архиепископа Кентерберийского нормандца Роберта Жюмьежского.

#### Памятники
- Гринстедская церковь (Эссекс, 1013 г., стены — дубовый частокол);
- Минстер в Стоу[англ.] (Линкольншир, ок. 1040 г. и небольшая часть — 975 г.);
- церковь св. Бенета в Кембридже[англ.] (ок. 1040 г.);
- церковь св. Михаила при Северных воротах в Оксфорде[англ.] (ок. 1040 г.);
- церковь св. Николая в Уорте[англ.] (Западный Суссекс, ок. 950–1050 гг.);
- церковь Девы Марии в Сомптинге[англ.] (Западный Суссекс, ок. 1050 г.);
- часовня Одды[англ.] в Дирхёрсте (Глостершир, 1056 г.);
- церковь св. Матфея в Лэнгфорде[англ.] (Оксфордшир, ранее Беркшир, после 1050 г.);
- башня церкви св. Троицы в Колчестере (Эссекс, XI в. до 1066, римские стройматериалы[19]);

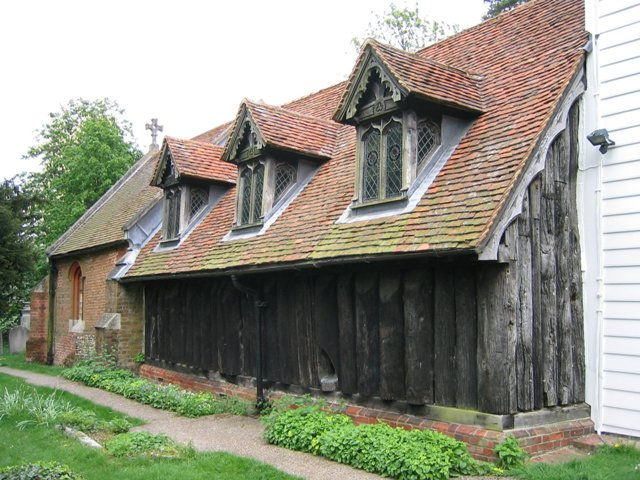
Гринстедская церковь
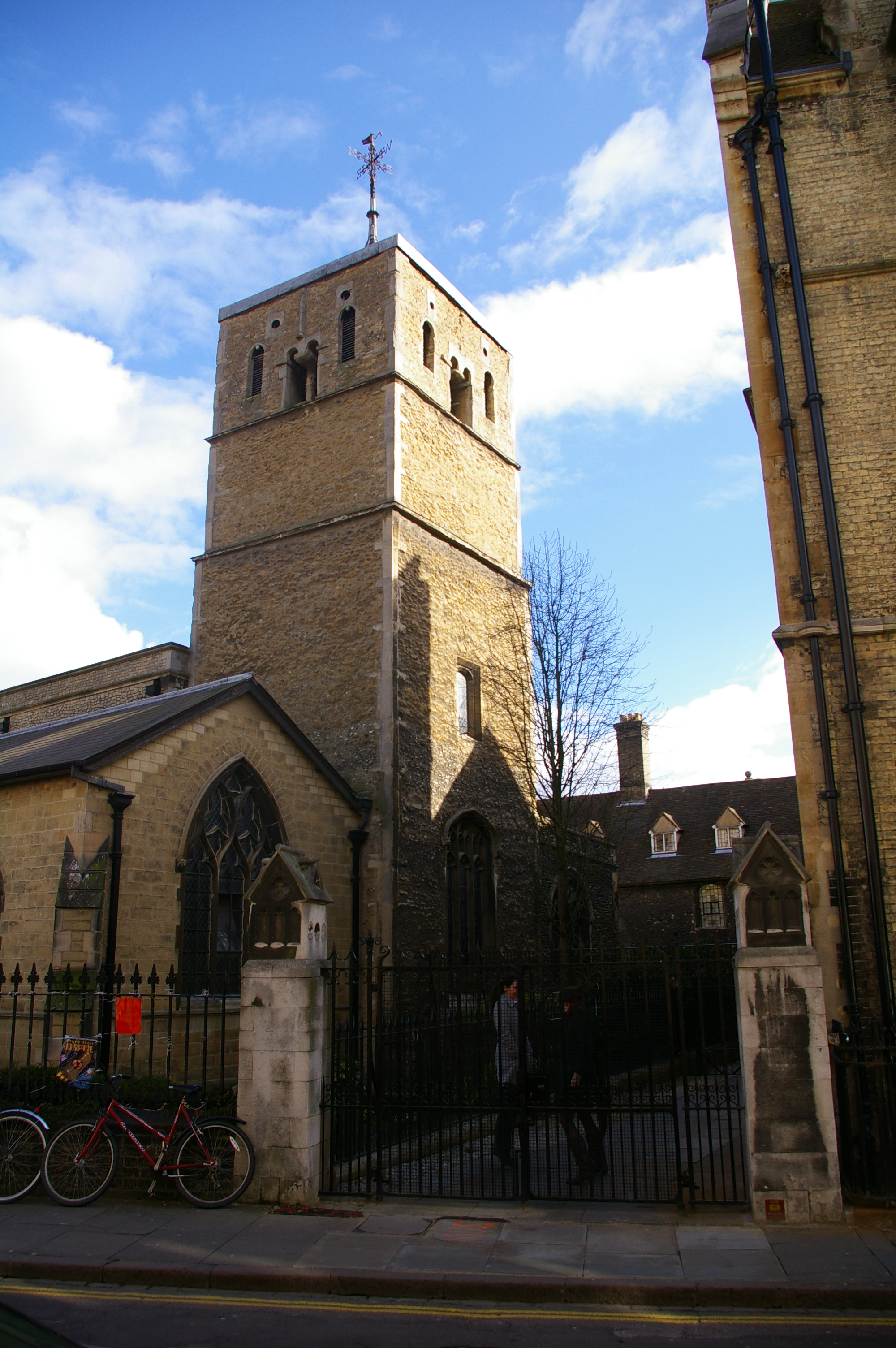
Церковь св. Бенета
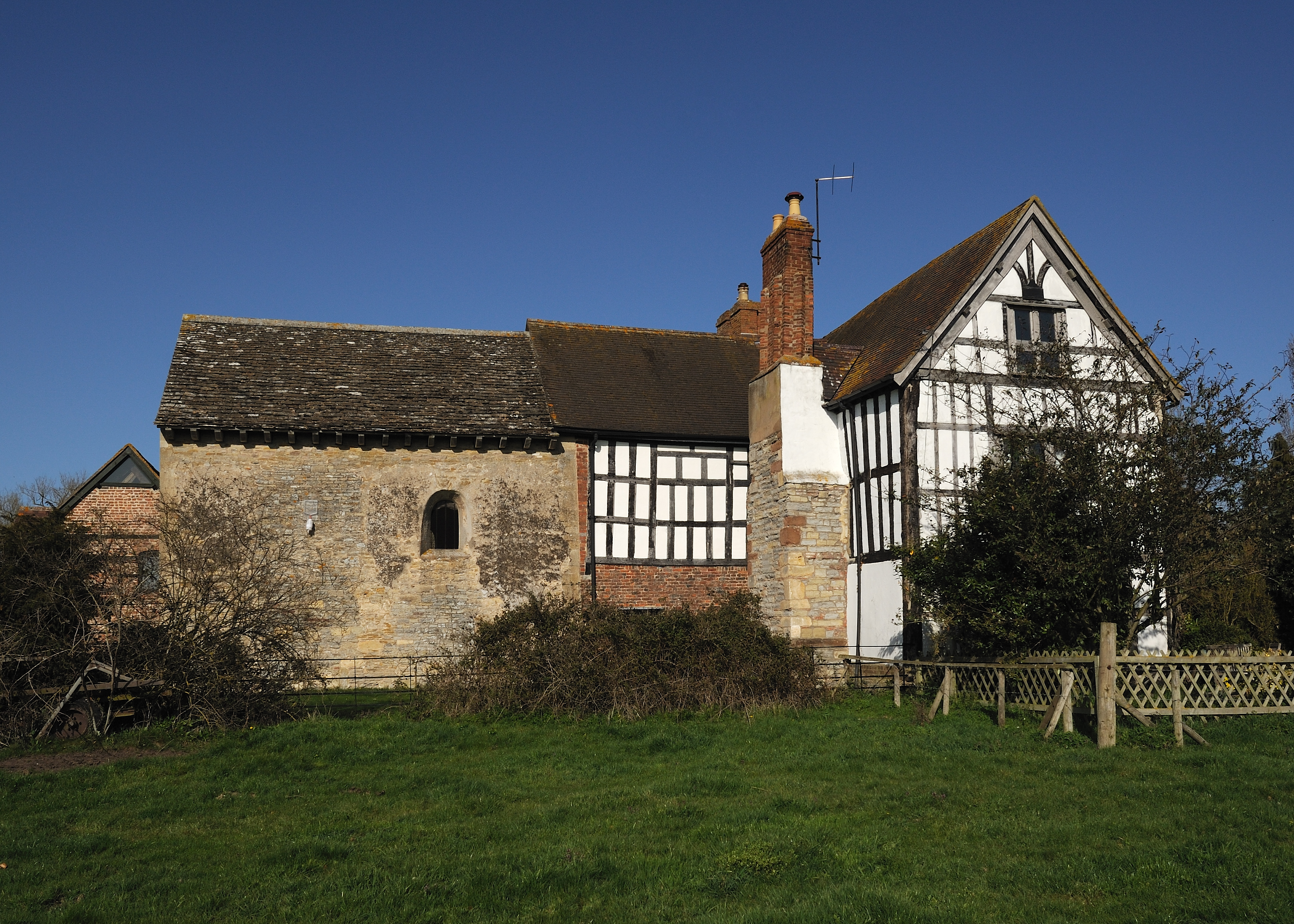
Часовня Одды
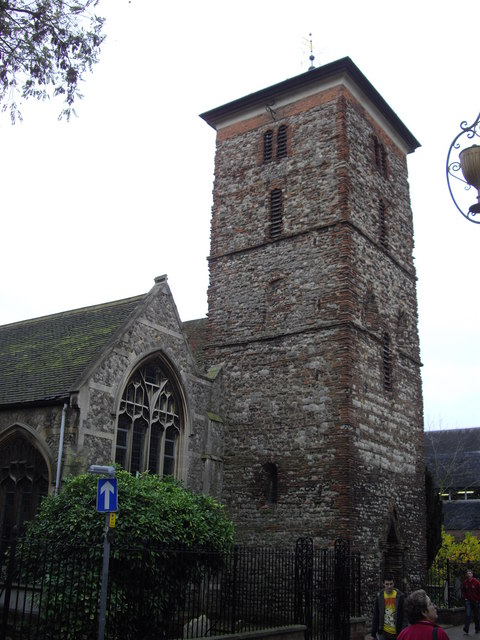
Башня церкви святой Троицы в Колчестере

## Характерные черты
Супруги Тейлоры, авторы трёхтомника «Anglo-Saxon Architecture» (1965—1978), обследовали 267 церквей с признаками англосаксонской архитектуры. Архитектурные историки обычно уверенно датируют все романские черты после 1066 года, хотя недавно взаимопроникновение эпох было признано: как некоторые англосаксонские признаки можно увидеть и в зданиях вскоре после нормандского завоевания, так и романские черты появлялись до него.
Типично англосаксонскими чертами считаются:
- перевязка углов[англ.] крупными камнями;
- двойные треугольные окна;
- узкие окна с полуциркульными арками (часто с использованием римской плитки);
- кладка камня «ёлочкой»
- западное крыльцо (притвор).

Эти черты редко сочетаются в одном здании. Портикусы придают церкви крестообразный план, но этот план характерен и для других эпох, то же самое можно сказать и о полуциркульной абсиде.

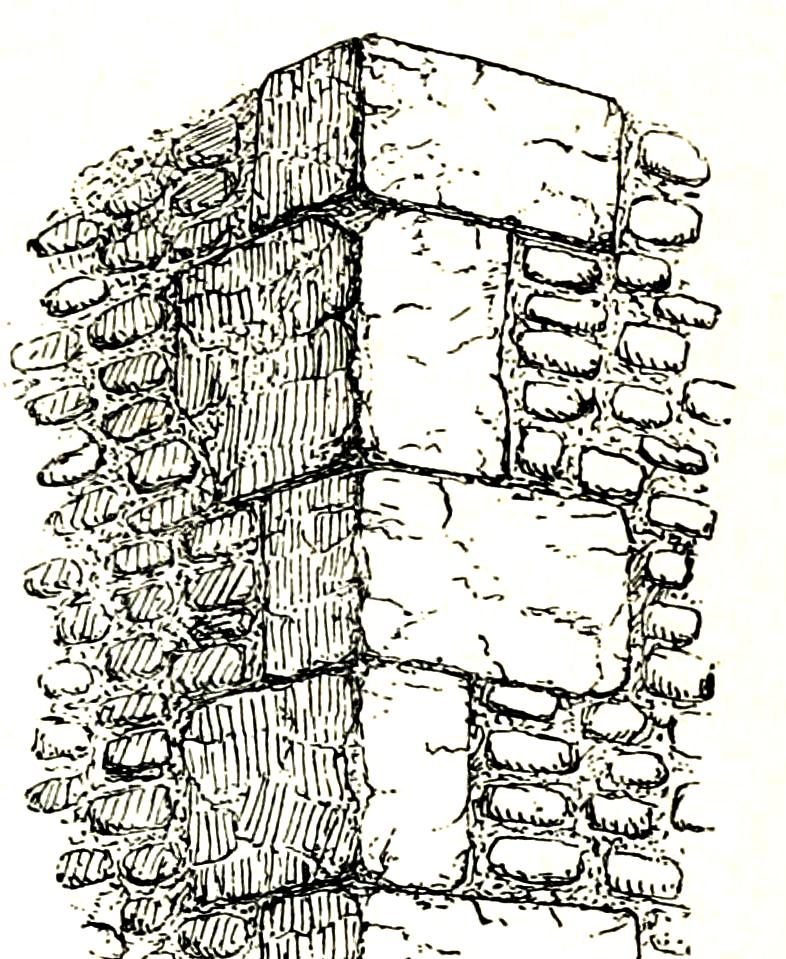
Перевязка угла Минстера в Стоу (Линкольншир)
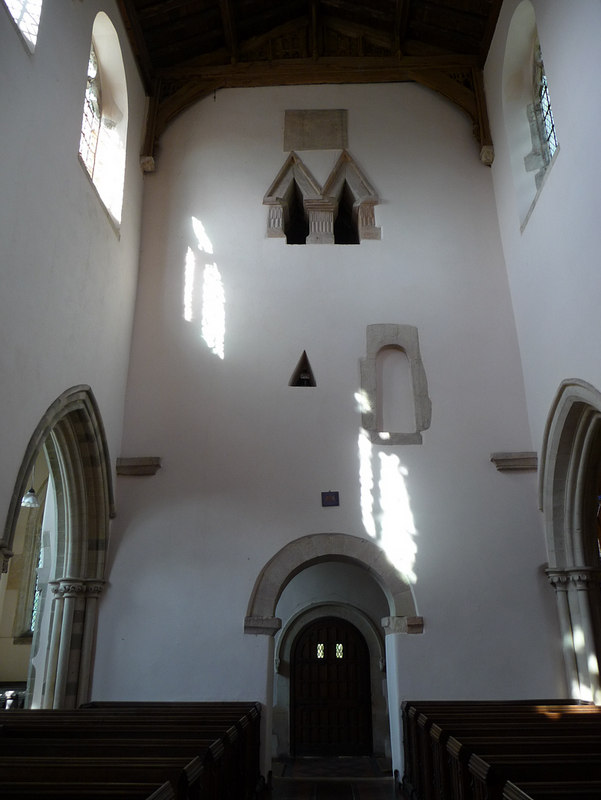
Двойные окна с треугольным завершением в церкви св. Марии в Дирхёрсте
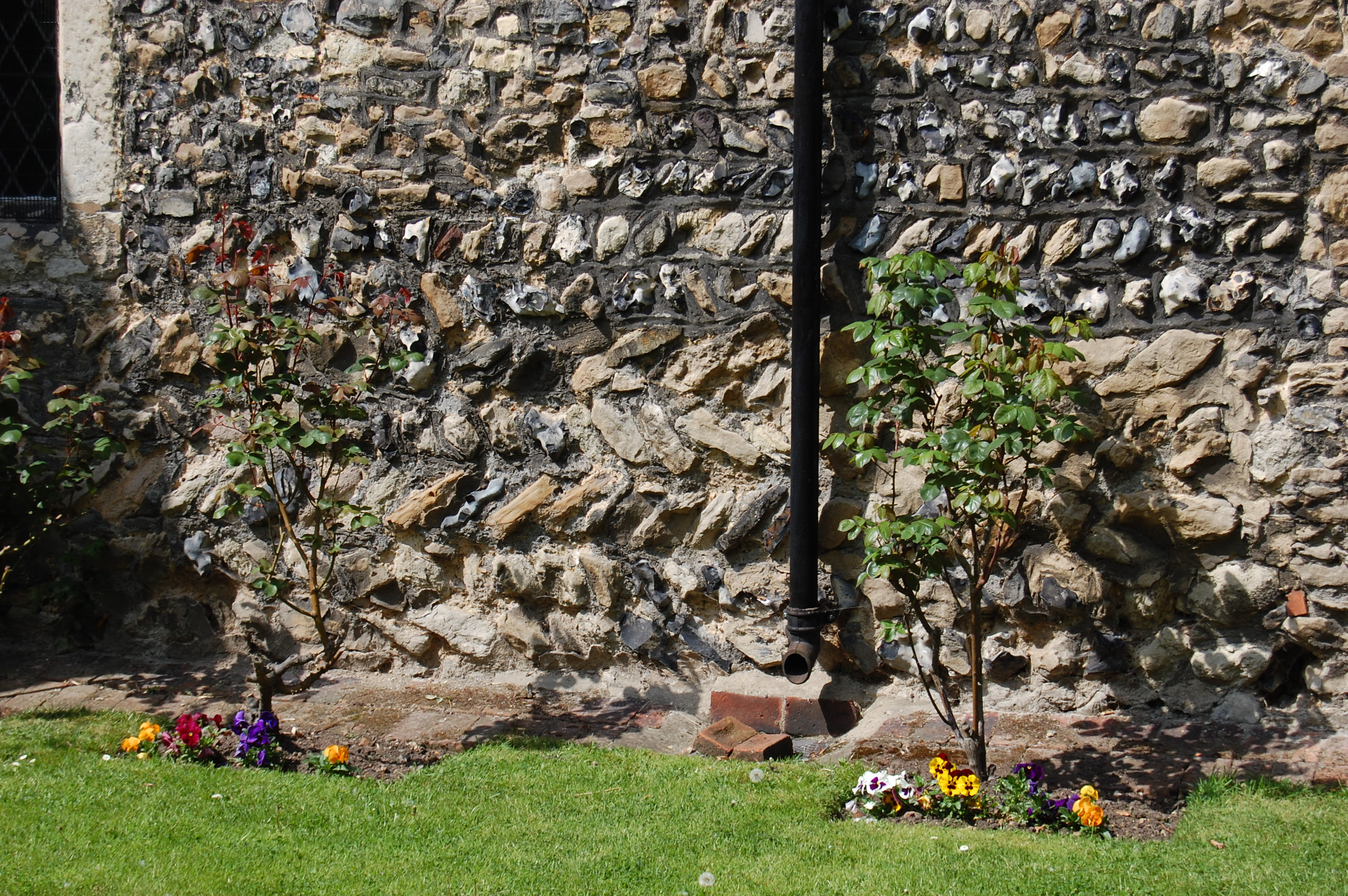
Кладка «рыбьи кости»

## Внешние ссылки
- Anglo-Saxon Houses and Furniture on Regia Anglorum
- Blockley K. and Bennett P. (1993) Canterbury Cathedral, Canterbury Archaeological Trust Ltd.